# Дворец Линдштедт

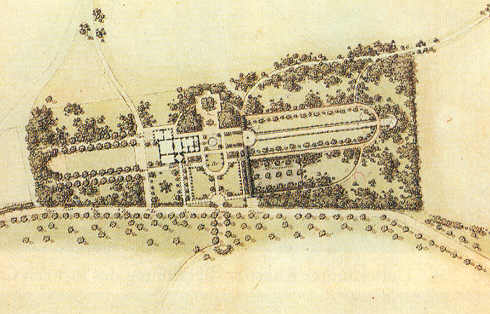
План дворца и парка 1859 года

Дворец Линдштедт (нем. Schloss Lindstedt) является частью потсдамского ансамбля дворцов и садов; был построен в 1858—1860 годах при Фридрихе Вильгельме IV.

## История строительства
В 1828 году Фридрих Вильгельм III приобрёл у семьи Линдтшедт небольшое поместье, которое служило для разведения карпов. До сегодняшнего дня сохранились остатки прудов. Сама усадьба расположена непосредственно на Линдштедтер-шоссе, в 800 метрах на северо-запад от Нового дворца.
Ещё в 1832 году Фридрих Вильгельм IV впервые задумал построить на этом месте резиденции в стиле античной виллы, где бы он смог провести свои последние годы.
Несмотря на то, что к этому проекту были привлечены Людвиг Персиус, Людвиг Фердинанд Гессе, Фридрих Август Штюлер и Фердинанд фон Арним, строительство затянулось на долгие годы.

## Описание
Постройка в стиле позднего классицизма состоит из основного здания, башни с бельведером, а также выполненной в виде храма пристройки с высокой лестницей. Колоннада связывает корпус сооружения с Линдтшетедтер-шоссе. Вместе компоненты сооружения не производят единого впечатления и отражают желание архитекторов подражать итальянской классике.
Из сада, созданного Петером Йозефом Ленне, открываются великолепные виды дворца и окружающей природы. Благодаря тому, что дворец расположен на возвышенности, видны купола архитектурного ансамбля.

## Использование
Считается, что Фридрих Вильгельм IV приказал построить дворец под свою резиденцию. Жил он там или нет, неизвестно. Однако установлено, что закончил строительство его наследник Вильгельм I.
Впоследствии усадьбу арендовали государственные чиновники. При Вильгельме II (1888—1914) дворец использовался на время карантина во время эпидемий холеры и туберкулёза. Таким образом, здесь учились некоторое время дети кайзеровской семьи.
В 1918 году Гинденбург предоставил дворец начальнику генерального штаба Эриху фон Фалькенхайну в наследственную аренду, где последний и умер в 1922 году. Его семья продолжала жить во дворце до 1944 года. Эрих фон Фалькенхайн похоронен на близлежащем Борнштедтском кладбище.
До 50-х годов XX века во дворце проживали частные лица. Далее дворец Линдштедт использовался ботаническим институтом Потсдамской высшей педагогической школы, а с 80-х годов — Потсдамским институтом судебной медицины. С 1996 года дворец находится в ведении Фонда прусских дворцов и садов Берлина — Бранденбурга и является частью общего, находящегося с 1990 года под защитой ЮНЕСКО, ансамбля замков и садов Потсдама и Берлина.
Для съёмок фильма «Обитель зла» замок служил площадкой, где снимался вход в секретный подземный комплекс лабораторий.